# Chery Holding

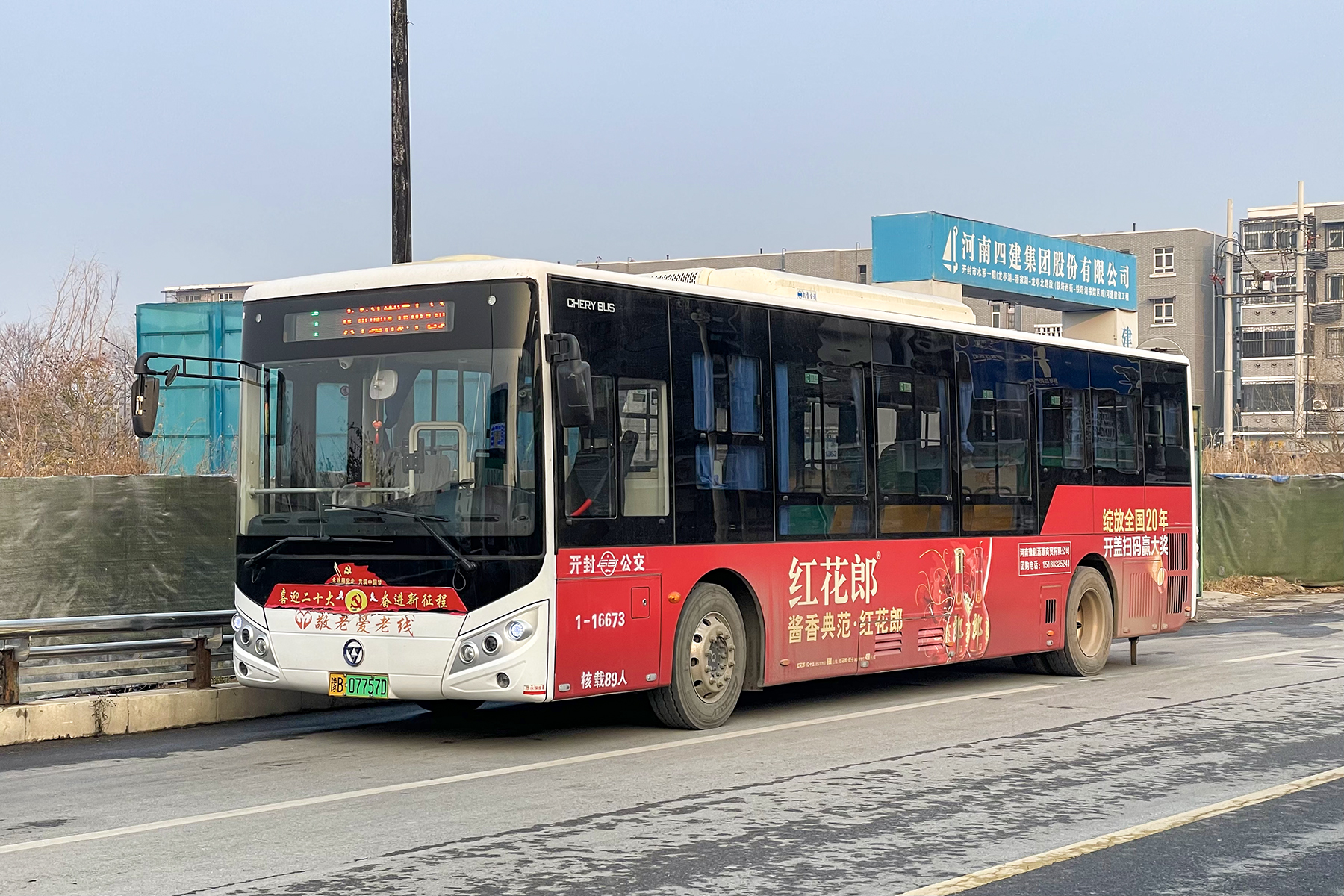
Autobus Wanda WD6105BEVG15 produkcji Chery Commercial Vehicle

Chery Holding (chiń. upr. 奇瑞控股) – chiński państwowy holding, działający od 2010 roku, z siedzibą w Wuhu. Zarządza koncernami motoryzacyjnymi Chery Automobile oraz Chery Commercial Vehicle wraz podległymi im spółkami oraz spółkami joint-venture. Należy do władz miejskich Wuhu.

## Struktura holdingu
- Chery Holding
  - Chery Automobile
    -       - Chery New Energy
      - Exeed
      - iCar
      - Jaecoo
      - Jetour
      - Lepas
      - Omoda
      - Soueast

    - Chery Jaguar Land Rover
    - Chery Ebro
    - Kaiyi Auto

  - Chery Commercial Vehicle
    -       - Karry Auto
      - Karry New Energy
      - C&C Trucks
      - Chery & Wanda Bus

    - Chery REV Co, Ltd.

  - Chery Technology
  - Chery Auto Gold
  - Chery Real Estate
  - Ruiyuan International
  - Chery Lion

## Historia
Po dekadzie funkcjonowania motoryzacyjnych przedsięwzięć Chery Automobile oraz Chery Commercial Vehicle koordynowanych przez władze chińskiego miasta Wuhu podjęto decyzję o utworzeniu zarządzającego nimi holdingu. W 2010 roku powstało Chery Holding, po którego powstaniu poszerzono portfolio spółek zależnych także o te zajmujące się m.in. produkcją części zamiennych, usługami serwisowymi, finansowaniem i inteligentnymi technologiami. Ponadto, Chery Holding wkroczyło też do branży nieruchomości.
W 2012 roku W grudniu 2017 roku Chery Holding, niezależnie od swojej głównej spółki Chery Automobile, nawiązało bepośrednio współpracę z amerykańskim producentem pojazdów specjalistycznych REV Group, tworząc spółkę joint-venture mającą za zadanie wytwarzać takie pojazdy w Chinach na potrzeby rynku wewnętrznego.
W grudniu 2019, pomimo bycia państwowym przedsiębiorstwem należącym do władz miejskich Wuhu, Chery Holding zyskało prywatnego, większościowego inwestora. W lipcu 2023 Chery Holding, z przychodem wynoszącym 22 miliardy dolarów, było 168. największym chińskim przedsiębiorstwem według rankingu 2023 Fortune China 500 List.